# Писарев, Вадим Яковлевич

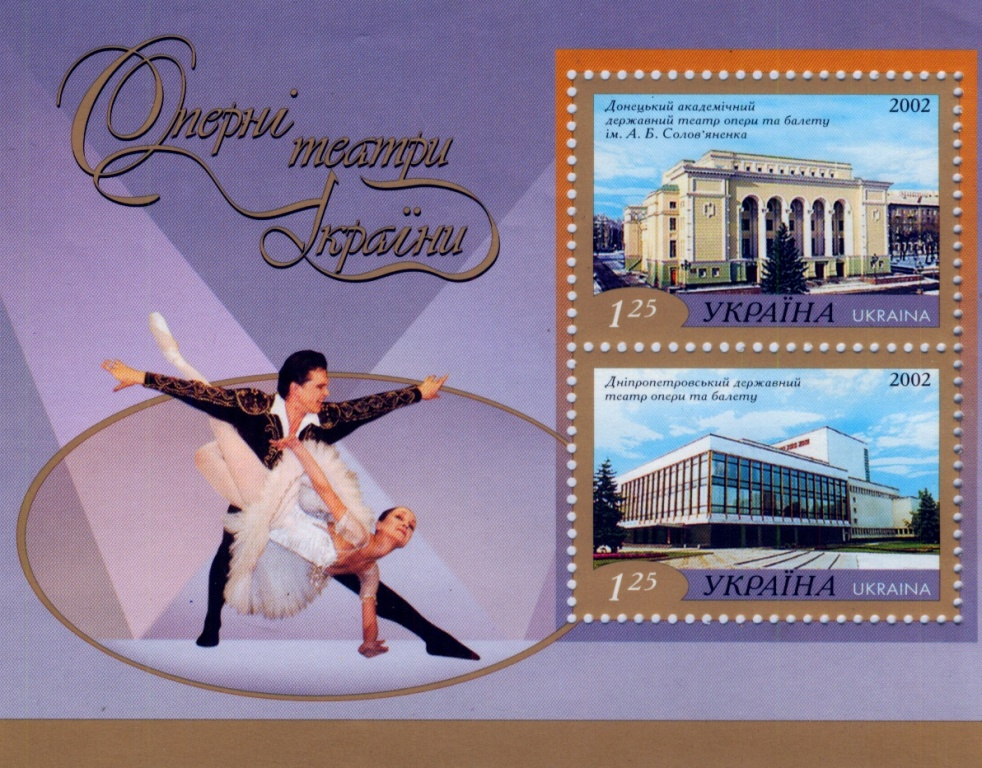
Вадим Писарев и Инна Дорофеева на полях почтового блока 2002 года «Оперные театры Украины»

Вади́м Я́ковлевич Пи́сарев (укр. Вадим Якович Писарев; род. 1 февраля 1965, Донецк, Украинская ССР) — украинский артист балета. Народный артист Украинской ССР (1989). Художественный руководитель Донецкого национального академического театра оперы и балета имени А. Б. Соловьяненко, основатель и директор международного фестиваля «Звёзды мирового балета».

## Биография
Учился в Киевском государственном хореографическом училище, которое окончил в 1983 году. Стажировался в Большом (1984—1985) и Мариинском театре (1991).
С 1983 года солирует в Донецкой балетной труппе.
С 1992 по 1995 год Писарев работал в Дюссельдорфе по контракту ведущим солистом балетной труппы «Немецкой оперы на Рейне». Там его хореографом и балетмейстером был Хайнц Шпёрли.
Инициатор организации и основатель в Донецке с 1994 года международного фестиваля «Звёзды мирового балета».
Избирался депутатом Донецкого областного совета от Партии регионов.

## Награды и премии
- Народный артист Украинской ССР (1989).
- В 1984 году участвовал конкурсах артистов балета и завоёвывал призовые места и медали: на республиканском конкурсе в Киеве — золотую медаль; в Хельсинки — серебряную медаль; в Париже — бронзовую медаль. Правительство УССР за эти достижения присвоило Писареву звание заслуженного артиста УССР.
- В 1986 году на Международном балетном конкурсе в городе Джексон (Jackson) в США Писарев завоевал золотую медаль.
- В 1986 году В. Я. Писареву присвоено звание народного артиста Украинской ССР.
- Премия Ленинского комсомола (1988) — за высокое исполнительское мастерство.
- Во время работы по контракту в США Вадиму Писареву и его партнёрше Инне Дорофеевой присвоены звания почётных граждан городов Хегерстаун (Hagerstown) и Нового Орлеана (New Orleans).
- Почётный гражданин Донецка (1993).
- «Лучший танцовщик мира» (1995, приз ЮНЕСКО).
- «Человек года на Украине» (1996).
- Орден «За заслуги» III степени (1998)[1].
- Почётная грамота Кабинета Министров Украины (2003)[2].
- Орден «За заслуги» II степени (2004)[3].
- Грамота Главы Донецкой Народной Республики (2017)[4].
- Почётная грамота Правительства Донецкой Народной Республики (6 февраля 2020) — за высокий профессионализм, весомый вклад в развитие театрального искусства Донецкой Народной Республики и в связи с 55-летием со дня рождения[источник не указан 682 дня].
- Орден Республики (2025, Донецкая Народная Республика)[5].